# Jakob Rych (Schultheiss, vor 1291)
Jakob Rych; auch Jacques Dives oder Jakob Ritsch (erstmals 1291 als Bürger von Freiburg im Üechtland erwähnt; † unbekannt) war ein Schultheiss in Freiburg (Schweiz).

## Leben
Jakob Rych entstammte einem reichen Freiburger Bürgergeschlecht und war der Sohn von Peter Rych (auch Petrus Dives der Jüngere) und dessen Ehefrau Nicoleta. Sein Bruder war Peter Rych, Zisterzienser-Abt der Abtei Hauterive.
In der Zeit von 1310 bis 1312 sowie in den Jahren 1315, 1327 und 1341 war er Schultheiss in Freiburg; 1329 wurde er Rektor des Liebfrauenspitals.
Er erneuerte Freiburgs Bündnisse der Burgrechtsverträge 1310 mit Laupen und 1311 mit der Stadt Biel.
Jakob Rych war verheiratet, von seinen Kindern sind namentlich bekannt:
- Aimon Rych (* vor 1340; † nach 1359), verheiratet mit Agnes, ihr gemeinsames Kind war der spätere Freiburger Schultheiss Jakob Rych;
- Jakob Rych († 1395), verheiratet mit Antonia († 1421), Tochter von Jakob von Seftigen († nach 1383), Schultheiss in Bern.